# Благодатненська сільська рада (Бобринецький район)
| Благодатненська сільська рада — колишній орган місцевого самоврядування у Бобринецькому районі Кіровоградської області з адміністративним центром у с. Благодатне. Сільській раді були підпорядковані населені пункти: - с. Благодатне - с. Грузьке - с. Осикувате - с. Улянівка |

## Склад ради
Рада складалася з 10 депутатів та голови.

### Керівний склад ради
| ПІБ                           | Основні відомості                                                                                     | Дата обрання | Дата звільнення |
| ----------------------------- | --- | ------------ | --------------- |
| Хорунжий Віктор Юхимович      | Сільський голова, 1950 року народження, освіта, член Соціал-демократичної партії України (об'єднаної) | 26.03.2006   | 31.10.2010      |
| Бабенко Світлана Степанівна   | Сільський голова, 1969 року народження, освіта вища, позапартійна                                     | 31.10.2010   | 02.06.2013      |
| Денисова Валентина Миколаївна | Сільський голова, 1965 року народження, освіта вища, член Партії регіонів                             | 02.06.2013   |                 |

Примітка: таблиця складена за даними джерела

## Населення
Згідно з переписом УРСР 1989 року чисельність наявного населення сільської ради становила 1147 осіб, з яких 561 чоловік та 586 жінок.
За переписом населення України 2001 року в сільській раді мешкало 1105 осіб.

### Мова
Розподіл населення за рідною мовою за даними перепису 2001 року:
| Мова       | Відсоток |
| ---------- | -------- |
| українська | 93,87 %  |
| російська  | 4,60 %   |
| вірменська | 0,72 %   |
| молдовська | 0,63 %   |